# بي بي إم جي
شركة بي بي إم جي المحدودة (بالإنجليزية: BBMG)‏ هي شركة منتجة للأسمنت ومطورة عقارية يقع مقرها الرئيسي في بكين، الصين. إنها أكبر مورد لمواد البناء في مقاطعة بكين وتيانجين وخبي.
تم إدراجها في بورصة هونغ كونغ في عام 2009 بسعر الاكتتاب العام البالغ 6.38 دولار هونج كونج للسهم الواحد. لقد اجتذبت بشكل رئيسي خمسة مستثمرين أساسيين: مؤسسة الاستثمار الصينية، شركة الصين للتأمين على الحياة، بنك الصين، صندوق التحوط أوتش-زيف وروبرت كيوك من مجموعة كيري.